# Ménagerie royale de Versailles

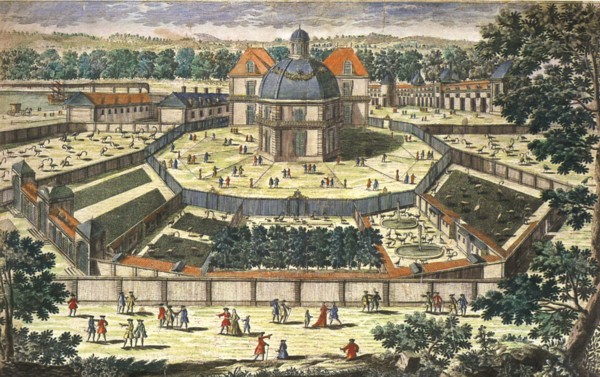
La ménagerie di Versailles costruita da Luigi XIV.

La ménagerie royale de Versailles fu il primo grande progetto di Luigi XIV a Versailles. Fu costruita prima della realizzazione del grande canale. L'incarico fu affidato all'architetto Louis Le Vau che iniziò i lavori nel 1663. Quando avvenne la Rivoluzione, fu abbandonata e cadde in rovina; fu poi abbattuta.

## Storia

### La nascita dellaMénagerie royale

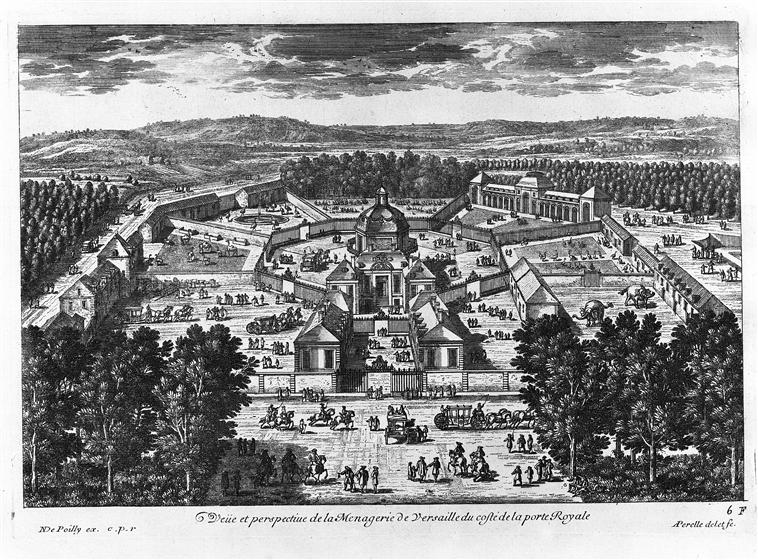
Vista e prospettiva della Ménagerie de Versaille lato porta Royale, stampa del XVIIsec.

La ménagerie è un luogo di splendori e di meraviglie, dove si scoprono gli animali esotici e selvaggi venuti da tutto il mondo. È una meta di passeggiate e una tappa obbligata delle grandi feste date da Luigi XIV. È qui, dove tutta l'Europa dell'Illuminismo viene a vedere i colibrì, i pappagalli e gli struzzi, un elefante, un dromedario, ecc. A differenza della ménagerie del Castello di Vincennes, che Luigi XIV creò nel 1662 per gli spettacoli di combattimento tra animali selvaggi, la ménagerie di Versailles era un luogo di piacere e di scoperta per la corte, i visitatori, gli artisti e gli scienziati. Era anche un oggetto politico per mostrare la potenza del sovrano, che incaricò il suo ministro Colbert di fare venire animali esotici, rari e curiosi dal tutto il mondo, acquisendoli dalla Compagnia francese delle Indie orientali. Così numerosi corti europee imiteranno lo splendore dei Versailles. Come al Castello di Chantilly nel 1663, al Palazzo di Het Loo nel 1672, al palazzo di Belém nel 1726, a Madrid nel 1774, al palazzo del Belvedere a Vienna nel 1716, al palazzo di Sanssouci di Potsdam.
Al centro della Ménagerie vi era un edificio ottagonale con una cupola ricoperta in ardesia. Al piano, un balcone contornava l'edificio permettendo una vista sui differenti recinti disposti a ventaglio. Nella parte anteriore dell'edificio si trovava un grande cortile. Nella disposizione generale degli edifici della Ménagerie e dei cortili degli animali, Louis Le Vau s'ispirò delle voliere del patrizio romano Varrone a Casinum, che, senza dubbio, conosceva attraverso una stampa di Pirro Ligorio. Da ciò derivò l'idea di un castello che sbocca su un padiglione di cui i recinti disposti intorno ne riproducono la forma.

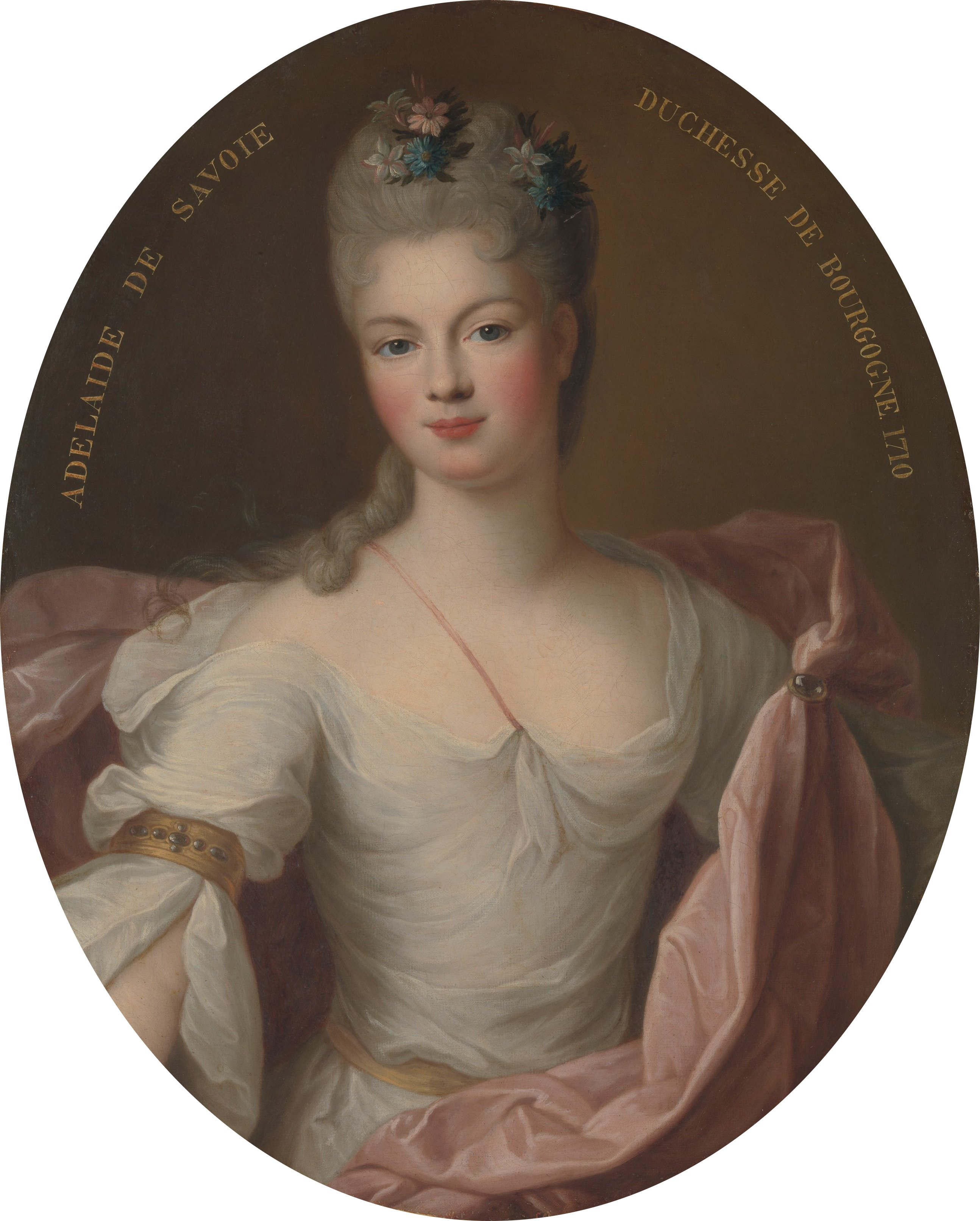
Maria Adelaide di Savoia, duchessa di Borgogna, 1710.

Luigi XIV fece ingrandire e restaurare la ménagerie nel 1698 dall'architetto Jules Hardouin-Mansart, per offrirla a Maria Adelaide di Savoia, duchessa di Borgogna, energica sposa di Luigi il delfino, che illuminava la corte. La ménagerie divenne anche una residenza di piacere per il pomeriggio. Vi era un giardino privato, una sala fresca con giochi d'acqua e decori rocciosi e perfino una cappella. Vi furono aggiunti anche degli fabbricati agricoli con stalle, animali da cortile, latteria e orti.
Maria Adelaide di Savoia si divertiva a fare il burro e a giocare alla contadina. Morì tragicamente nel 1712, a 26 anni con il figlio e il marito, lasciando Luigi XIV inconsolabile.

### Un luogo di studi scientifici
Oltre che luogo di diletto e di espressione del potere regio, la Ménagerie di Versailles diede un notevole contributo alle scienze naturalistiche dell'epoca, con la possibilità di sperimentare sul campo una serie di idee che all'epoca erano valide solo a livello teorico: era l'epoca del metodo sperimentale.
Sin dalla sua istituzione, la ménagerie fornì infatti a molti scienziati la possibilità di studiare gli animali, i loro comportamenti e nello specifico la loro anatomia comparata a quella dell'uomo come "base di proporzione di tutti gli animali", come ebbe a scrivere Claude Perrault nelle sue Memories pour servir a l'histoire naturelle des animaux. Grazie al Perrault sappiamo che alla ménagerie di Versailles, quando moriva un animale per cause naturali, questo veniva sottoposto a dissezione per motivi di studio presso la biblioteca del Re (attuale Biblioteca Nazionale di Francia), la quale era sede dell'Accademia delle scienze. Gli animali presenti nel serraglio fungevano anche come soggetti per le pitture a carattere scientifico o estetico. Il Livre des oiseaux de la menagerie de Versailles del 1710, attribuito a Nicholas Bertin, presenta 35 acquerelli raffiguranti volatili e mammiferi.
Nel 1688, ad ogni modo, con la morte dello stesso Claude Perrault, a causa di una ferita superficiale infettatasi a causa del corpo di un animale morto di malattia, cessarono quasi totalmente le dissezioni della ménagerie.

### Decadenza e chiusura dellaménagerie

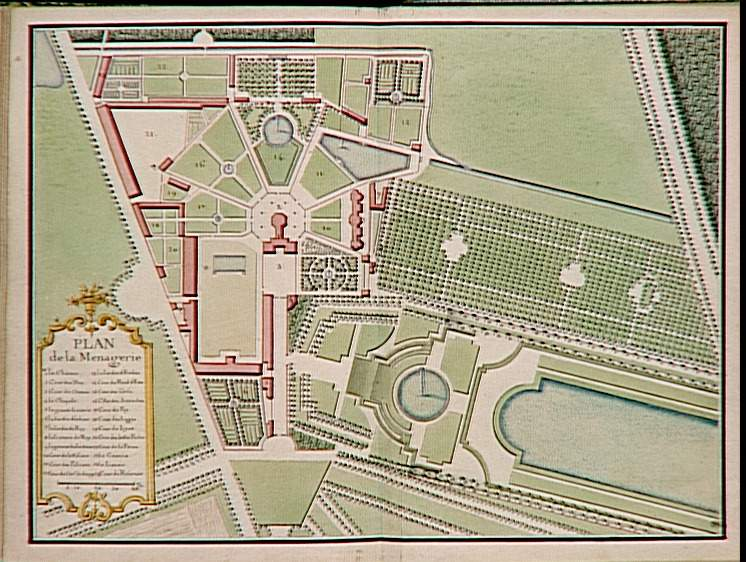
Pianta della ménagerie sotto Louis XV.

La ménagerie di Versailles venne trascurata durante il periodo della Reggenza francese. Nel 1722 vennero reintrodotti un elefante e qualche animale selvaggio per distrarre il giovane Luigi XV, a cui il conte di Maurepas aveva regalato anche un cucciolo di leone e una tigre. Il giovane re abbandonò comunque la ménagerie di sua madre per farsi costruire una propria ménagerie, a carattere più sperimentale. La manutenzione non venne più effettuata e l'architetto Gabriel ne poté constatare il degrado già nel 1751. Gli animali erano lasciati praticamente in libertà tra gli edifici in rovina.
Nel 1749 Luigi XV ospitò nella ménagerie royale di Versailles un esemplare femmina di rinoceronte indiano di nome Clara e di proprietà dell'olandese Douwe Mout van der Meer, il quale si dilettava a girare l'Europa con l'esemplare stesso. A corte, la meraviglia per l'arrivo dell'animale aveva rappresentato un vero evento e, seppur per breve tempo, venne recuperato l'interesse del sovrano per gli animali della ménagerie. Il sovrano, che era desideroso di possedere anch'egli un animale simile nella propria collezione, lo ricevette infine in dono da monsieur Chevalier, governatore di Chandernagor (nell'India francese). L'animale lasciò Calcutta il 22 dicembre 1769 e giunse in Bretagna dopo sei mesi, l'11 giugno 1770.
Luigi XVI pensò di trasferire gli animali sopravvissuti al Jardin des Plantes di Parigi. 

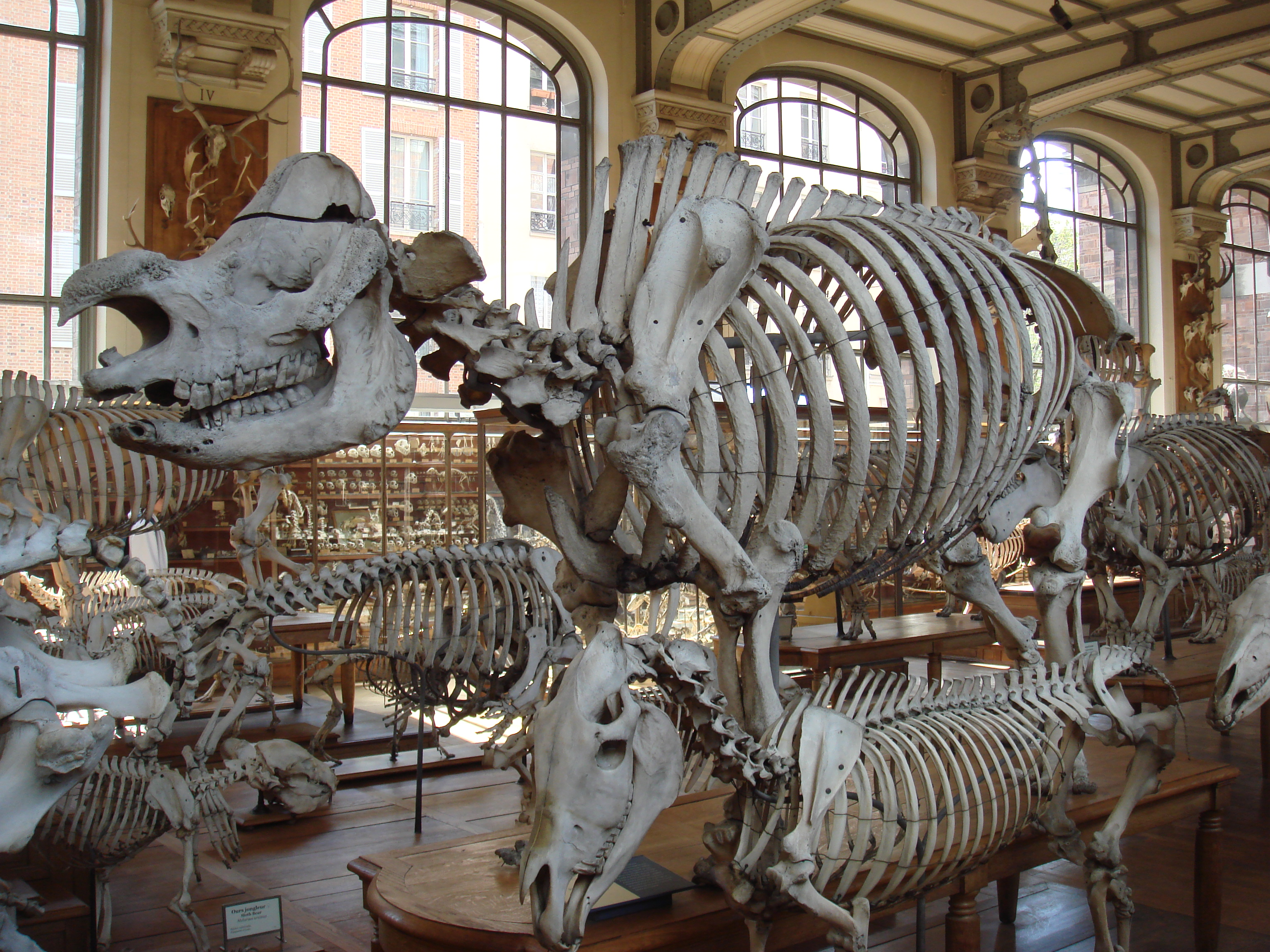
Scheletro di Clara, il rinoceronte di Luigi XV ospitato nella Ménagerie royale

Con la Rivoluzione, gran parte degli animali venne mangiata o venduta e solo cinque di essi furono ritrovati ancora nel 1793. Lo stesso rinoceronte di Luigi XV venne ucciso alla fine del 1793 con un colpo di sciabola e successivamente imbalsamato, in quanto il suo mantenimento era risultato troppo oneroso e giudicato inutile. Il suo corpo venne ad ogni modo studiato ancora una volta dagli scienziati francesi dell'epoca ed il paleontologo Georges Cuvrier ne trasse un disegno completo dello scheletro. I suoi resti vennero quindi trasferiti al Muséum national d'Histoire naturelle dove ancor oggi si trovano.
L'abate Sieyès recuperò l'edificio a Versailles solo nel 1800. Gli ultimi animali furono trasferiti dalla ménagerie in rovina in maniera definitiva al Muséum national d'Histoire naturelle.

## Il primo zoo dei tempi moderni
È la prima ménagerie costruita in uno stile barocco che fu copiato da numerose monarchie europee. Così il 31 luglio 1752 l'imperatore Francesco I di Lorena fece costruire il suo famoso zoo di Shonbrunn a Vienna.